# Manu Vallejo
Manuel Javier ("Manu") Vallejo Galván (Chiclana, 14 februari 1997) is een Spaans voetballer die doorgaans speelt als vleugelspeler. In juli 2025 verruilde hij Racing Ferrol voor AD Ceuta.

## Clubcarrière
Vallejo begon zijn carrière bij Santic-Petri en maakte de opleiding af bij Cádiz. Bij deze club maakte hij op 13 januari 2016 zijn professionele debuut, toen in de Copa del Rey werd gespeeld tegen Celta de Vigo. Door doelpunten van John Guidetti en Dejan Dražić werd met 2–0 verloren. Vallejo begon op de reservebank en mocht van coach Claudio Barragán na een uur spelen als invaller het veld betreden. Zijn eerste competitiewedstrijd volgde op 28 oktober 2017, tegen Rayo Vallecano (0–0). In de zomer van 2018 kreeg Vallejo een nieuwe verbintenis tot medio 2021. Binnen een maand werd ook dit contract opengebroken om er twee seizoenen aan toe te kunnen voegen. Ook werd de vleugelspeler overgeheveld naar het eerste elftal.
In februari 2019 kwamen Cádiz en Valencia een transfer van Vallejo overeen in de zomer van 2019. Voor de overgang betaalde Valencia circa zes miljoen euro. In januari 2022 werd de aanvaller voor het restant van het seizoen op huurbasis gestald bij Deportivo Alavés. Na deze verhuurperiode mocht Vallejo definitief vertrekken bij Valencia, waarop hij transfervrij naar Girona verkaste. Na zeven wedstrijden in de eerste seizoenshelft werd Vallejo in januari 2023 voor een half jaar verhuurd aan Real Oviedo. In augustus 2023 werd hij opnieuw verhuurd, nu aan Real Zaragoza. Na deze verhuurperiode mocht Vallejo definitief vertrekken bij Girona, waarop Racing Ferrol hem overnam. Een jaar later verkaste hij naar AD Ceuta.

## Clubstatistieken
| Seizoen | Club               | Competitie       | Competitie | Competitie | Beker | Beker | Internationaal | Internationaal | Totaal | Totaal |
| Seizoen | Club               | Competitie       | Wed.       | Dlp.       | Wed.  | Dlp.  | Wed.           | Dlp.           | Wed.   | Dlp.   |
| ------- | ------------------ | ---------------- | ---------- | ---------- | ----- | ----- | -------------- | -------------- | ------ | ------ |
| 2015/16 | Cádiz              | Segunda División | 0          | 0          | 1     | 0     | —              | —              | 1      | 0      |
| 2016/17 | Cádiz              | Segunda División | 0          | 0          | 0     | 0     | —              | —              | 0      | 0      |
| 2017/18 | Cádiz              | Segunda División | 1          | 0          | 0     | 0     | —              | —              | 1      | 0      |
| 2018/19 | Cádiz              | Segunda División | 33         | 8          | 2     | 2     | —              | —              | 35     | 10     |
| 2019/20 | Valencia           | Primera División | 11         | 2          | 0     | 0     | 2              | 0              | 13     | 2      |
| 2020/21 | Valencia           | Primera División | 30         | 5          | 3     | 1     | —              | —              | 33     | 6      |
| 2021/22 | Valencia           | Primera División | 9          | 0          | 2     | 1     | —              | —              | 11     | 1      |
| 2021/22 | → Deportivo Alavés | Primera División | 11         | 1          | 0     | 0     | —              | —              | 11     | 1      |
| 2022/23 | Girona             | Primera División | 7          | 0          | 1     | 0     | —              | —              | 8      | 0      |
| 2022/23 | → Real Oviedo      | Segunda División | 16         | 4          | 0     | 0     | —              | —              | 16     | 4      |
| 2023/24 | → Real Zaragoza    | Segunda División | 29         | 2          | 1     | 0     | —              | —              | 30     | 2      |
| 2024/25 | Racing Ferrol      | Segunda División | 7          | 0          | 2     | 1     | —              | —              | 9      | 1      |
| 2025/26 | AD Ceuta           | Segunda División | 0          | 0          | 0     | 0     | —              | —              | 0      | 0      |
| Totaal  | Totaal             | Totaal           | 154        | 22         | 12    | 5     | 2              | 0              | 168    | 27     |

Bijgewerkt op 22 juli 2025.